# Christoph Schubert (ishockeyspelare)

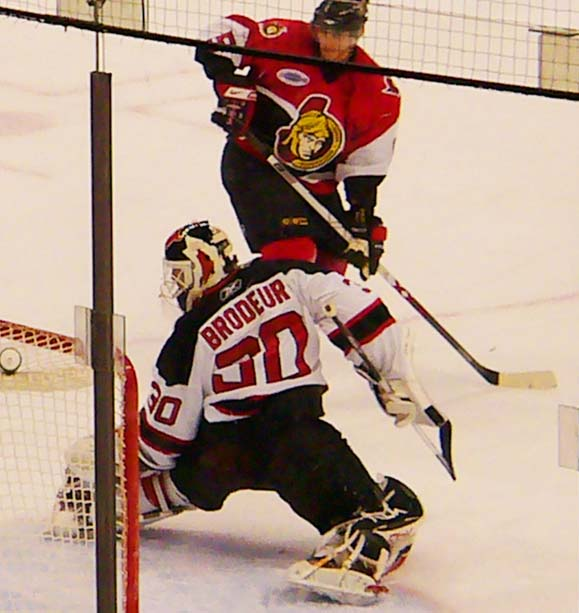
Christoph Schubert gör mål på Martin Brodeur

Christoph Schubert, född 5 februari 1982 i München, är en tysk professionell ishockeyspelare.
Schubert valdes av Ottawa Senators i 2001 års NHL-draft och spelade fem säsonger i NHL. Inför säsongen 2010-2011 skrev Schubert på för Frölunda i Elitserien, men fick lämna klubben i förtid i slutet av november, efter 23 spelade matcher. Han blev senare köpt av den tyska klubben Hamburg Freezers.